# Asociación Amateur de Baloncesto de Gibraltar
La Asociación Amateur de Baloncesto de Gibraltar (Gibraltar Amateur Basket Ball Association (GABBA) en inglés y de manera oficial) es el organismo encargado de administrar y organizar el baloncesto en Gibraltar. La organización fue fundada en 1964, sin embargo el basketball se practica en Gibraltar desde 1957, año en que fue introducido. 
Desde 1988 empezó a participar en el Campeonato Europeo de FIBA para países pequeños.  

## Historia
Durante los primeros años, los partidos solían jugarse en el Jhon Mackintosh Hall, pero debido a la enorme afluencia de público y a la falta de espacio en este recinto, los partidos pasaron a jugarse en las canchas abiertas de tenis en Hargraves Parade a partir de 1967. Dos años después se construyó una arena con espacio para espectadores en Landport Ditch con apoyo del Rotary Club Gibraltar y del Cuerpo de Ingenieros Reales del ejército británico. Todos los partidos se jugaron en dicha arena hasta 1975, cuando el complejo deportivo del Estadio Victoria fue inaugurado. En 1986 la GABBA fue admitida como miembro de FIBA luego de haber hecho la solicitud en 1978.
Para la temporada 2004-05, luego de un acuerto con la Delegación Gaditana, la asociación inscribió al Fosters GABBA, equipo que participaría hasta la temporada 2011-12 en las categorías masculina y femenina de la Liga Gaditana de Baloncesto. Su inscripción se vio envuelta en polémicas políticas entre el Reino Unido y España.

## Selecciones nacionales

### Masculina
La selección masculina de baloncesto participa desde 1988 del Campeonato Europeo de FIBA para países pequeños y desde 1999 en los Juegos de las Islas. 

## Torneos locales

### Liga masculina
| Año     | Campeón                         |
| ------- | ------------------------------- |
| 1964-65 | Gibraltar Police A              |
| 1965-66 | Shadows B. C.                   |
| 1966-67 | Shadows B. C.                   |
| 1967-68 | Shadows B. C.                   |
| 1968-69 | Shadows B. C.                   |
| 1969-70 | Shadows B. C.                   |
| 1989-90 | Seiko Blue Stars                |
| 1990-91 | Seiko Blue Stars                |
| 2013    | Isolas Blue Stars (25.º título) |
| 2014    | Isolas Blue Stars               |

| Año  | Campeón              |
| ---- | -------------------- |
| 2015 | Isolas Blue Stars    |
| 2016 | Isolas Blue Stars    |
| 2017 | Bayside School B. C. |
| 2018 | Bayside School B. C. |
| 2019 | Bavaria Blue Sars    |
| 2020 | Valmar Soho          |
| 2021 | Bavaria Blue Stars   |
| 2022 | Bavaria Blue Stars   |
| 2023 | Bavaria Blue Stars   |

### Segunda división masculina
| Año     | 2.º Div. masc.          |
| ------- | ----------------------- |
| 1964-65 | Mediterranean RC        |
| 2019    | Bavari BS Res.          |
| 2021    | Bavaria Blue Stars Res. |
| 2022    | Lincoln Bayside Res.    |
| 2023    | Europa Valmar           |

### Copa masculina
| Año  | Copa masculina                              | Resultado                                   | Subcampeón                                  |
| ---- | ------------------------------------------- | ------------------------------------------- | ------------------------------------------- |
| 2017 | Bayside School B. C.                        | 77 - 48                                     | Europa                                      |
| 2019 | Bavaria Blue Stars                          | 80 - 57                                     | Lincoln Bayside                             |
| 2021 | Final: Bavaria Blue Stars v Lincoln Bayside | Final: Bavaria Blue Stars v Lincoln Bayside | Final: Bavaria Blue Stars v Lincoln Bayside |
| 2022 | Bavaria Bluestars                           | 63 - 71                                     | Bavaria Blue Stars                          |
| 2023 | Europa Valmar                               | 78 - 73                                     | Bavaria Blue Stars                          |

### Liga femenina
| Año     | Campeón            |
| ------- | ------------------ |
| 1989-90 | Pegasus            |
| 1990-91 | Jumpers            |
| 2016    | Mons Calpe         |
| 2019    | Soldiers           |
| 2021    | Bavaria Blue Stars |
| 2022    | Bavaria FCC        |
| 2023    | Europa Valmar      |

### Copa femenina
- 2023: Europa Valmar[25]

### Richie Buchanan Trophy
Torneo tradicional que se juega al inicio de cada temporada. 

#### Torneo masculino
| Año  | Campeón                                   | Resultado                                 | Subcampeón                                |
| ---- | ----------------------------------------- | ----------------------------------------- | ----------------------------------------- |
| 2013 | Isola Blue Stars                          |                                           |                                           |
| 2014 | Final: Isolas Blue Stars v CS Bayside Ace | Final: Isolas Blue Stars v CS Bayside Ace | Final: Isolas Blue Stars v CS Bayside Ace |
| 2015 | Airball                                   | 63 - 57                                   | Isolas Blue Stars                         |
| 2016 | Isolas Blue Stars                         | 82 - 72                                   | Valmar Wrightehch                         |
| 2017 | Bayside School B. C.                      | 85 - 52                                   | Laundry La Colada                         |
| 2018 | Bayside School B. C.                      | 85 - 68                                   | Valmar                                    |
| 2019 | Valmar Harlem                             | 77 - 56                                   | Gibyellow                                 |
| 2020 | Valmar Soho                               | 80 - 55                                   | Bavaria Blue Stars                        |
| 2021 | Licoln Bayside                            | 74 - 58                                   | Europa Valmar                             |
| 2022 | Bavaria Blue Stars                        | 65 - 48                                   | Europa Valmar                             |

#### Torneo femenino
| Año  | Campeón                | Resultado              | Subcampeón             |
| ---- | ---------------------- | ---------------------- | ---------------------- |
| 2014 | Panthers               |                        |                        |
| 2015 | Panthers               | 41 - 28                | Giants                 |
| 2016 | Sparks                 | 71 - 59                | Panthers               |
| 2018 | Magic                  | 49 - 25                | Stars                  |
| 2019 | Final: Swich v Rockets | Final: Swich v Rockets | Final: Swich v Rockets |
| 2020 | Licoln Bayside         | 46 - 40                | Soldiers               |
| 2021 | Bavaria Blue Stars     |                        | Europa Valmar          |

## Presidentes
- A. Duo (hasta 1984)[38]
- Jhon Gonçalvez (1984 - presente) [39]